# الدراما العربية
الدراما العربية هي تيار فكري ثقافي اجتماعي في المسلسلات العربية تدور أحداثه عادة حول سلسلة من الأحداث مرتبطة بالثقافة وكذلك النمط مع قليل من الرومنسية والأثارة وتوظيف المشاعر والأحاسيس.

## تاريخ الدراما العربية
تعود بدايات الدراما العربية التلفزيونية إلى ستينيات القرن العشرين مع ظهور أولى القنوات التلفزيونية في دول مثل مصر وسوريا والعراق، حيث كانت الانطلاقة الأولى من خلال أعمال اجتماعية وتاريخية عكست قضايا المجتمع وهمومه. ومع مرور الوقت، بدأت الدراما العربية تتطور من حيث المواضيع وطرق المعالجة، فشهدت السبعينيات والثمانينيات فترة ازدهار كبير خاصة في مصر التي قادت الإنتاج الدرامي العربي من خلال مسلسلات شهيرة مثل “ليالي الحلمية” و”الشهد والدموع”، كما تميزت سوريا بأعمالها التاريخية والاجتماعية التي أصبحت جزءًا من ذاكرة المشاهد العربي. وفي التسعينيات، ومع انتشار القنوات الفضائية، توسعت رقعة الإنتاج ليشمل الدراما الخليجية، خصوصًا الكويتية التي ناقشت قضايا اجتماعية محلية بطابع إنساني، وبدأت الدراما اللبنانية كذلك في الظهور. خلال الألفية الثالثة، عرفت الدراما العربية تنوعًا كبيرًا مع بروز الإنتاجات المشتركة بين عدة دول عربية، وظهرت أعمال ضخمة من حيث الإنتاج والمواضيع، مثل “باب الحارة” و”التغريبة الفلسطينية” و”الهيبة”. أما عن المنطقة المغاربية، فقد كانت البداية من خلال بوابة الدراما المغربية، التي تُعتبر من أعرق وأهم الدرامات في العالم العربي. فقد شكّلت هذه الدراما منذ بداياتها إحدى الركائز الأساسية في نقل هموم وقضايا المجتمع المغربي، معبرة عنه بلغته ولهجته وثقافته الخاصة. ومنذ بداية الألفينات، بدأت الدراما المغربية تفرض نفسها بقوة ضمن الساحة العربية، من خلال طرحها لمواضيع جريئة وملامستها للواقع الاجتماعي المغربي. ومع تطور التقنيات الحديثة وظهور المنصات الرقمية مثل “شاهد” و”نتفليكس”، شهدت الدراما العربية نقلة نوعية سواء على مستوى جودة الصورة والإخراج أو من حيث عمق وجرأة المواضيع المطروحة، مما جعلها تحظى بمكانة بارزة وتأثير متزايد في المشهد الثقافي العربي.

## أقسام الدراما العربية
تتألف الدراما العربية من أربعة أقسام رئيسة وهي:

### الدراما المصرية
الدراما المصرية تعد الأكثر شعبية وانتشارًا في الوطن العربي، بفضل تاريخها الطويل وقدرتها على مواكبة قضايا المجتمع العربي. تتميز بمحتوى متنوع يناقش قضايا اجتماعية، تاريخية وكوميدية، مع قوة في الإنتاج والتمثيل. كما أسهمت اللهجة المصرية في تسهيل انتشارها بين جميع الدول العربية، مما جعلها جزءًا من الثقافة اليومية للمشاهد العربي.

### الدراما الشامية
الدراما الشامية، التي تجمع سوريا ولبنان وفلسطين، تتميز بتصوير الحياة في المدن الشامية مثل دمشق وبيروت، وتتناول قضايا اجتماعية وتاريخية تتعلق بالهوية الثقافية المشتركة لهذه البلدان. تستعرض الأعمال الشامية العادات والتقاليد، مع التركيز على العلاقات الإنسانية والصراعات الاجتماعية. حققت هذه الدراما شهرة واسعة في العالم العربي من خلال مسلسلات مثل باب الحارة.

### الدراما الخليجية
الدراما الخليجية هي الدراما التي تم إنتاجها في إحدى دول مجلس التعاون الخليجي، وتميزت الدراما الخليجية بموضوعات مثل العلاقات الأسرية، الصراعات الاجتماعية، والتحديات الاقتصادية، حيث ركزت على مواضيع مثل الزواج، الأسرة، تعدد الزوجات، صراع الأبناء. كما أنها تعتبر من أقدم أنواع الدراما في العالم العربي، حيث بدأت في السبيعينات عبر التلفزيون الكويتي، ثم انتشرت إلى باقي دول الخليج.

### الدراما المغاربية
الدراما المغاربية هي الدراما المنتجة في دول المغرب العربي مثل المغرب، الجزائر، تونس، وليبيا. وتتميز هذه الدراما بتفردها في تناول قضايا اجتماعية، تاريخية وثقافية خاصة بالمنطقة المغاربية، مما يجعلها محط اهتمام خاص للجمهور العربي، صحيح أن الدراما المغاربية لم تحقق الانتشار نفسه الذي حققته الدراما المصرية أو السورية، إلا أنها تواصل التطور وتقديم أعمال تحاكي هموم المواطن المغاربي، وذلك بالخصوص من خلال الدراما المغربية التي أصبحت تنافس عربيًا من خلال مسلسلاتها على قناة إم بي سي 5 ومنصات البث.

## المسلسلات الخليجية
تتألف الدراما الخليجية من 6 دول وهم:
السعودية - الكويت - سلطنة عمان - الإمارات - البحرين- قطر
و تتألف من أنواع عديدة مثل الاجتماعي والحزن والبوليسي والطلاب والكوميدي.

## المسلسلات المصرية
تعد أحد أفضل الأعمال الدرامية العربية وأقدمها وتحتل النصيب الأول في عدد الأعمال التي تقدمها سنويا وهي تتألف في أنواع عديدة منها الأجتماعي والأكشن والبوليسي والكوميدي وغيره...,و هي الافضل في الوطن العربي.

## المسلسلات المغربية
الدراما المغربية بدأت في فترة الثمانينات والتسعينات من خلال أعمال بسيطة لكنها تحمل عمقًا اجتماعيًا وثقافيًا يعكس هوية المجتمع المغربي. كانت الانطلاقة عبر التلفزيون الرسمي القناة الأولى التي احتضنت أولى الإنتاجات الدرامية، حيث ركزت هذه الأعمال على مواضيع مرتبطة بالحياة اليومية والعلاقات الاجتماعية في الأحياء الشعبية والقرى.
شكلت فترة بداية الألفية ثورة حقيقية في تاريخ الدراما المغربية، حيث عرفت هذه المرحلة إنتاج مجموعة من المسلسلات التي تركت بصمة قوية في ذاكرة المشاهد المغربي. فقد تميزت هذه الأعمال بطرح مواضيع اجتماعية وإنسانية عميقة، وتقديم شخصيات قريبة من الواقع المغربي، مع تطور ملحوظ في الكتابة والإخراج. من بين أبرز هذه الأعمال نجد وجع التراب، والمستضعفون.
في السنوات الأخيرة عرفت الدراما المغربية تطورًا ملحوظًا من حيث جودة الصورة والإخراج والسيناريو، كما استطاعت أن تحافظ على هويتها الثقافية من خلال تقديم أعمال تعكس خصوصيات المجتمع المغربي، سواء في اللغة أو المواضيع. نجحت في الوصول إلى جمهور واسع داخل المغرب وخارجه، خاصة عبر أعمال مثل لمكتوب، والماضي لا يموت، التي لاقت نجاحًا كبيرًا.
كما أصبحت الدراما المغربية أكثر تنوعًا في المواضيع، حيث لم تعد تقتصر فقط على القضايا الاجتماعية، بل انفتحت على مواضيع جديدة تجمع بين الدراما والتشويق والجريمة. وأدى ظهور منصات البث مثل شاهد إلى دفع المنتجين والمخرجين إلى تقديم أعمال بمعايير دولية، مما عزز من حضور الدراما المغربية في الساحة الفنية العربية.

## المسلسلات السورية
تميزت الأعمال الدارمية السورية عن غيرها من أعمال الدراما العربية، حيث أنها تمتلك فنانين ذات مستوى عالي من الأداء والإخراج، وتمكنت من إثبات ذاتها بالكثير من الأعمال الكوميدية والاجتماعية والاكشن والرعب والبيئة الشامية والرومانسية بالإضافة إلى التاريخية وغيرها...زادت شهرة الدراما السورية بسبب الأعمال التاريخية وتمكنت من سحب البساط من الأعمال التاريخية المصرية، لكنها تراجعت بسبب ظروف الحرب في سوريا ولكنها عادت بقوة لتتمكن من التغلب على الدراما المصرية من حيث عدد الأعمال...قدمت الدراما السورية حوالي 45 عمل تاريخي يتضمن أعمال تاريخية «شامية» أيام شامية و«قديمة» الزير سالم وحصدت جوائز لم تتمكن أي دراما عربية من حصدها مثل ثاني أفضل مسلسل في العالم لعام 2015 حسب أيمي وتطورت بسبب عمل العديد من الفنانين السوريون في هوليود مثل غسان مسعود وسامر المصري وجهاد عبدو ودخلت إلى كل بيت عربي أيضا من خلال دوبلاج الكثير من المسلسلات التركية وأشهرها مسلسل وادي الذئاب بكامل مواسمه بإستثناء الموسم العاشر الذي لم تتم دبلجته حتى الآن، وقد أدت الدبلجة إلى حب الجمهور العربي للهجة السورية مما جعلها الأولى عربيا... وحصدت حسب تصويت موقع ايلاف العربي الدراما الأولى عربيا حسب تصويت الجمهور.
 

## الدراما الأخرى
هناك دراما عربية فرعية أخرى مثل الأردنية والعراقية والجزائرية والتونسية.